# BET Presents Beyoncé
BET Presents Beyoncé – DVD amerykańskiej piosenkarki R&B Beyoncé Knowles, wydane w 2006 roku. Oryginalnie dostępne było wyłącznie w Wal-Martach, w zestawie z albumem B’Day.
Wydawnictwo składa się z fragmentów występów Beyoncé na galach BET Awards, wywiadów, a także teledysków.

## Zawartość
1. What Is B’Day
2. The First Single – „Déjà Vu”
3. Sophomore Jinx?
4. My Dream Team
5. „Get Me Bodied”
6. „Irreplaceable”
7. „Dangerously in Love 2”
8. I’m 100% in control
9. BET Awards 2003 – „Crazy in Love”
10. BET Awards 2004 – Mo’Nique
11. BET Awards 2006 – „Déjà Vu”
12. Me, Myself and I
13. Dreamgirl
14. Be a Celebrity
15. The End

### Teledyski i występy na żywo
1. „Déjà Vu”
2. „Déjà Vu” (na żywo podczas BET Awards 2006)
3. „Check on It”
4. „Crazy in Love”
5. „Crazy in Love” (na żywo podczas BET Awards 2003)
6. „Dangerously in Love 2”
7. „Me, Myself and I”

### Dodatki
1. Access Granted: „Me, Myself and I”
2. Beyoncé All Girl Band Rehearsal
3. Dreamgirls (trailer)
4. House of Deréon
5. Coming Soon from BET Networks
6. Coming Soon from Music World